# Zbroszki
Zbroszki – wieś w Polsce położona w województwie mazowieckim, w powiecie pułtuskim, w gminie Winnica. Ma status sołectwa.
W latach 1975–1998 miejscowość administracyjnie należała do województwa ciechanowskiego.
Przez miejscowość przepływa rzeka Niestępówka, dopływ Narwi.